# Rob Hayles
Robert John "Rob" Hayles (Portsmouth, 21 de janeiro de 1973) é um ex-ciclista britânico que era profissional a partir de 1995 até o final de 2011.
Especialista em ciclismo de pista, modalidade na qual alcançou sua realização esportiva mais significativa. Foi campeão mundial de perseguição por equipes e madison. Nas mesmas provas, conquistou duas medalhas olímpicas em 2004.
Marido de Vicky Horner, uma nadadora olímpica.